# Palisade (Minnesota)
La ville américaine de Palisade est située dans le comté d'Aitkin, dans l’État du Minnesota. Sa population s’élevait à 167 habitants lors du recensement de 2010, estimée à 161 habitants en 2016.

## Géographie
Palisade est baignée par le fleuve Mississippi.

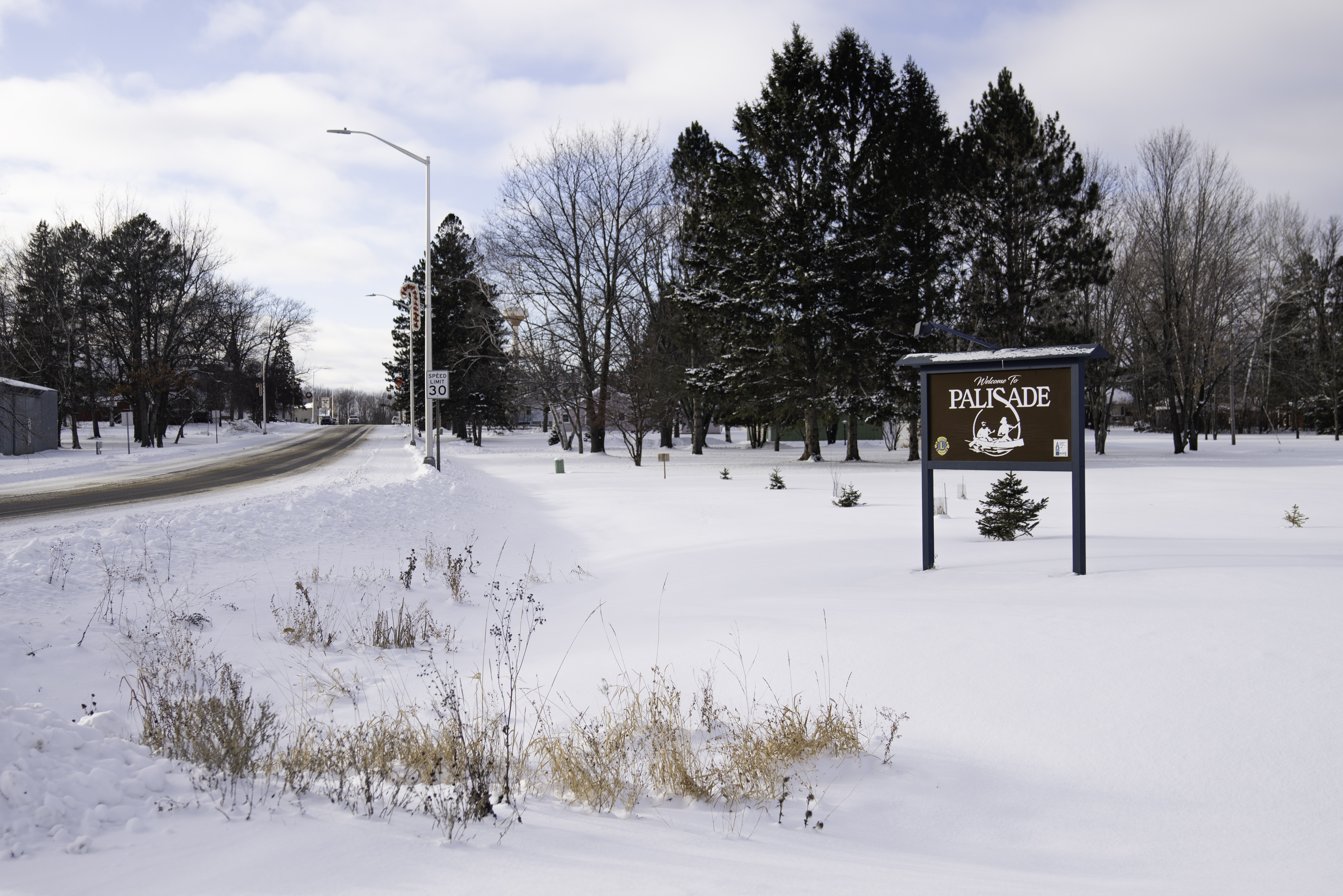
Palisade

## Histoire
La localité a été nommée d’après un officiel de la Minneapolis, St. Paul and Sault Ste. Marie Railroad. Un bureau de poste a ouvert en 1910, Palisade a été incorporée en 1922.